# Małe okrążenie
Małe okrążenie (tytuł oryginalny: Rrethimi i vogël) – albański film fabularny z roku 1986 w reżyserii Saimira Kumbaro.

## Opis fabuły
Agron zostaje nowym przewodniczącym komitetu wykonawczego partii w okręgu. Największe rozczarowanie przeżywa, kiedy zdaje sobie sprawę z tego, że jest otoczony przez przyjaciół i krewnych, którzy chcą dla swoich prywatnych celów wykorzystać znajomość z nim.
Film realizowano w Pogradcu.

## Obsada
- Timo Flloko jako Agron
- Sulejman Pitarka jako Llambi
- Violeta Manushi jako Frosa
- Kadri Roshi jako Zenun
- Albert Verria jako Kopi
- Minella Borova jako Robert
- Mevlan Shanaj jako Viron
- Marieta Ljarja jako Drita
- Pandi Raidhi jako Meti
- Jani Riza jako Beso
- Sotiraq Bratko jako Maks
- Mimika Luca jako Shega
- Xhevahir Zeneli jako chłopiec-interesant
- Agim Shuke jako sekretarz
- Ilir Shkurti jako Xhezo
- Kiço Kerri jako towarzysz Ligor
- Fitnete Tiço